# Cvitani
Cvitani is een plaats in de gemeente Višnjan in de Kroatische provincie Istrië. De plaats telt 38 inwoners (2001).